# Cantó de Chârost
El cantó de Chârost és un cantó francès del departament del Cher, situat al districte de Bourges. Té 13 municipis i el cap és Chârost.

## Municipis
- Saint-Florent-sur-Cher
- Lunery
- Chârost
- Civray
- Le Subdray
- Mareuil-sur-Arnon
- Morthomiers
- Villeneuve-sur-Cher
- Plou
- Saint-Ambroix
- Primelles
- Poisieux
- Saugy

## Història
| Data d'elecció                           | Identitat       | Partit                               | Qualitat |
| ---------------------------------------- | --------------- | ------------------------------------ | -------- |
| 1945-1949                                | Georges Jacques | PCF                                  |          |
| 1949-197.                                | Louis Dézelot   | SFIO                                 |          |
| 197.-1979                                | M. Boisselet    | Divers gauche, després divers droite |          |
| 1979-                                    | Roger Jacquet   | PCF                                  |          |
| les dades anteriors no són pas conegudes |                 |                                      |          |
|                                          |                 |                                      |          |

## Demografia
| A partir de 1990: Població sense dobles comptes |